# Символи Нагасакі
Емблема Нагасакі — стилізована скорописна форма знаку 長 (наґа, «довгий»), першого знаку у назві міста. Ця емблема нагадує паперового журавлика, що розкладений у формі зірки. Він асоціюється з міським портом, який за свої обриси отримав назву «порт журавля».
|                 |
| Прапор Нагасакі |

|                                                |
| Символ Нагасакі, прийнятий у травні 1900 року. |

Всередині зірки знаходяться п'ять знаків 市 (іті, місто), розміщені по колу. Вони символізують Нагасакі як один з п'яти японських портів, що були відкриті для торгівлі з західним світом в середині 19 століття після двохсотлітньої епохи ізоляції країни. 
Прапор Нагасакі — полотнище білого кольору, сторони якого співвідносяться як 2 до 3. В центрі полотнища розміщена емблема міста червоного кольору.
|           |               |
| Гортензія | Сальне дерево |

Емблема-квітка Нагасакі — гортензія. Вона є ендеміком Японського архіпелагу. Її відкрив для Західного світу німецький лікар Філіп Франц фон Зібольд, який перебував у Нагасакі на початку 19 століття. Він назвав цю квітку Hydrangea otakusa на честь своєї коханої Отакі, мешканки цього міста.
Сальне дерево є деревом-символом Нагасакі. Це рослина китайського походження. У 18 столітті заморські купці привезли її до Нагасакі, єдиного порту через який здійснювалася торгівля з Китаєм і західними державами. Саме з Нагасакі вирощування цього дерева поширилося по всій Японії.